# Jim Wynn
Jim Wynn, surnommé Big Jim Wynn (1912-1977) est un saxophoniste baryton et alto et chef d’orchestre de rhythm and blues américain, né à El Paso, au Texas et décédé à Los Angeles.

## Carrière
Né au Texas, Jim Wynn grandit en Californie. À partir de 1945, il enregistre avec sa formation des titres de jump blues sur divers labels, tels que United Artists Records, Supreme Records ou Modern Records.
Après les années 1950, il continue à jouer, mais ne possède plus de groupe à son nom.

## Discographie

### Singles
- Buzz Me Baby
- Ee-Bobaliba (4 Star)
- Blow Wynn Blow Supreme 1509)

### Albums
- The Chronological Jim Wynn 1945-1946 (Classics rhythm and blues series)
- The Chronological Jim Wynn 1947-1959 (Classics rhythm and blues series)